# Chironius bicarinatus
Chironius bicarinatus är en ormart som beskrevs av Wied 1820. Chironius bicarinatus ingår i släktet Chironius och familjen snokar. Inga underarter finns listade i Catalogue of Life.
Arten förekommer i centrala och södra Brasilien samt i Paraguay, nordvästra Uruguay och norra Argentina. Honor lägger ägg.